# Deutsche Wirtschaftsbetriebe
Deutsche Wirtschaftsbetriebe Gmbh (DWB) was een onafhankelijke onderneming van de SS in Nazi-Duitsland. Het ging om de centrale houdstermaatschappij die een meerderheidsparticipatie bezat in bijna alle relevante SS-ondernemingen. Door de holdingstructuur konden gemakkelijk verliezen tussen verschillende juridisch onafhankelijke bedrijven gecompenseerd worden.

## Geschiedenis
Deutsche Wirtschaftsbetriebe werd op 26 juli 1940 opgericht als holding voor meer dan 25 SS-fabrieken. Het initiatief ging uit van SS-auditor Hans Hohberg. Oswald Pohl, later hoofd van het SS-Wirtschafts-Verwaltungshauptamt (SS Economische Afdeling, WVHA), werd bestuursvoorzitter. Ook Georg Lörner van de WVHA behoorde tot de oprichters.

## Bedrijven
In het kader van zijn economische activiteiten exploiteerde de SS allerlei bedrijven in diverse sectoren, onder meer: 
- bouwsector, met steengroeven, baksteenfabrieken, cementmolens en andere bouwmaterialen
- farmaceutische industrie
- vastgoed en huisvesting
- drukkerij en uitgeverij
- porselein en keramiek
- mineraalwater, vruchtensappen en voedingswaren
- meubilair
- textiel en leer.

Naast fabrieken en werkplaatsen beheerde de SS ook woonwijken en zelfs onderzoeksinstellingen. De SS verwierf een aantal van deze bedrijven en eigendommen door inbeslagname of onteigening. Tegen het einde van de oorlog bezat de SS, volgens onderzoek van het Institut für Zeitgeschichte, meer dan 40 ondernemingen met in totaal 150 bedrijven.

### Overgenomen bedrijven
Enkele meer bekende bedrijven die door de SS werden overgenomen, waren: 
- Allach porseleinfabriek, in Allach-Untermenzing-München: een van de bedrijfsleiders was porseleinschilder Karl Diebitsch, die toenadering zocht tot de SS. In 1939 ging het bedrijf door onteigening over naar de SS.
- Anton Loibl GmbH: dit bedrijf werd oorspronkelijk opgericht om een fietspedaalreflector op de markt te brengen die door Anton Loibl (een chauffeur van Hitler) was uitgevonden, en op last van Himmler verplicht werd ingevoerd. De aldus gegarandeerde opbrengsten van het bedrijf gingen naar Himmlers onderzoeksproject Deutsches Ahnenerbe, en naar het Lebensborn-programma.
- Apollinaris: deze Duitse mineraalwaterfabriek was reeds in 1897 overgegaan in Britse handen, en werd wegens “staatsvijandig” in 1941 in beslag genomen, samen met dochteronderneming Rheinahr Glasfabrik. Vanaf 1943 werd de SS eigenaar, en stelde er dwangarbeiders te werk.
- Mattoni: dit in de 19e eeuw opgerichte bedrijf voor mineraalwater werd tijdens de Tweede Wereldoorlog overgenomen door de SS. Na de oorlog ging het over in het Tsjechische waterbedrijf Karlovarské minerálni vody
- Nordland-Verlag: deze in 1933 opgerichte uitgeverij ging in 1934 over in handen van de SS

### Bedrijven in concentratiekampen
In de concentratiekampen werden gevangenen ingezet om onder dwangarbeid voor de SS te produceren. Hiervoor werden rondom de kampen specifieke ondernemingen in het leven geroepen, zoals: 
- Deutsche Ausrüstungswerke GmbH (DAW): deze onderneming overkoepelde fabrieken in de concentratiekampen Dachau, Sachsenhausen, Buchenwald en Auschwitz, en later ook Lublin, Lemberg, Pulawy, Stutthof, Fürstenwalde, Neuengamme, Ravensbrück, en Lemberg-Janowska. In het concentratiekamp Majdanek produceerde DAW onder andere raamkozijnen, munitiekisten, asfaltpapier, en schoenen.
- Deutsche Erd- und Steinwerke GmbH (DEST) voorzag in bouwmaterialen voor de grootse bouwwerken van het regime, de Führerbauten.
- Deutsche Bekleidungswerke en Gesellschaft für Textil- und Lederverwertung (Texled) lieten textiel verwerken de concentratiekampen Sachsenhausen en Ravensbrück.
- Ostindustrie GmbH: deze overkoepelende onderneming werd in 1943 opgericht om bedrijven en de economie onder het Generaal-gouvernement te coördineren en over te nemen.